# 마에노 나가야스
마에노 나가야스(일본어: 前野長康)는 센고쿠 시대부터 아즈치모모야마 시대에 걸친 무장, 다이묘이다. 도요토미 가문의 가신으로서 다지마 이즈시성 성주이다.

## 같이 보기
- 스노마타성